# Vänersborgs museum

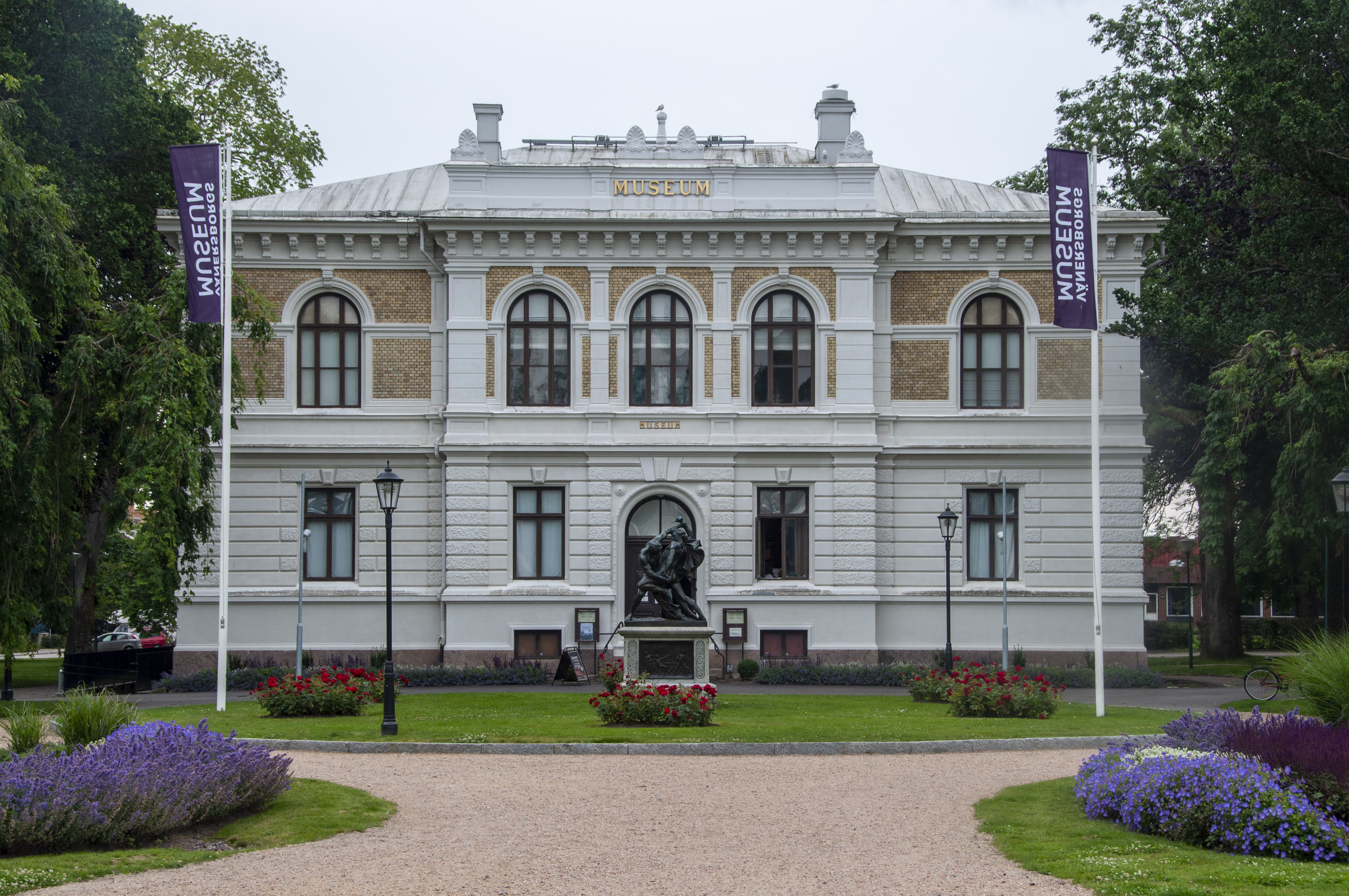
Vänersborgs museum.

Vänersborgs museum är sedan 1885 ett museum i Vänersborg, vilket gör det till en av landets äldsta bevarade museimiljöer.

## Beskrivning
Museibyggnaden uppfördes 1885 enligt arkitekten August Krügers ritningar och är landets äldsta bevarade museimiljö där såväl exteriör som interiör i det närmaste stått oförändrade sedan 1800-talet. Initiativtagare till museet var handelsmannen Johan Adolf Andersohn (1820–1887) vilken ville ”föra världen” till Vänersborg. Likt ett nationalmuseum i miniatyr rymmer museet internationella samlingar av natur- och kulturhistoria från flera världsdelar. Av särskilt intresse är den unika samlingen av fåglar och däggdjur från Namibia, insamlade av zoologen och handelsmannen Axel W Eriksson (1846–1901).
I museet visas även arkeologiska samlingar från det antika Egypten, omfattande samlingar av glas och keramik från bland annat Kina, Sverige, Frankrike och Tyskland. En permanent konstutställning visar verk från 17–1800-talen och den Nordiska Djursalen rymmer en omfattande samling nordiska naturalier från Vänersborgs läroverk. Av stort vetenskapligt intresse är även museets omfattande samling av fröprover från svenska kulturväxter – Vestra Sveriges landtbruks-museum. 
Vänersborgs museum rymmer även en autentisk vaktmästarbostad. Vänersborgs store skald Birger Sjöberg finns representerad i en interiör med originalmöblering från hans arbetsrum i Helsingborg. 
Museets historia och dess koppling till 1800-talets idé- och vetenskapshistoria visas i en särskild utställning. 
Vänersborgs museums magasinerade samlingar rymmer dessutom ett synnerligen rikt arkeologiskt och kulturhistoriskt material från Dalsland och Göta älvdalen.

## Bilder

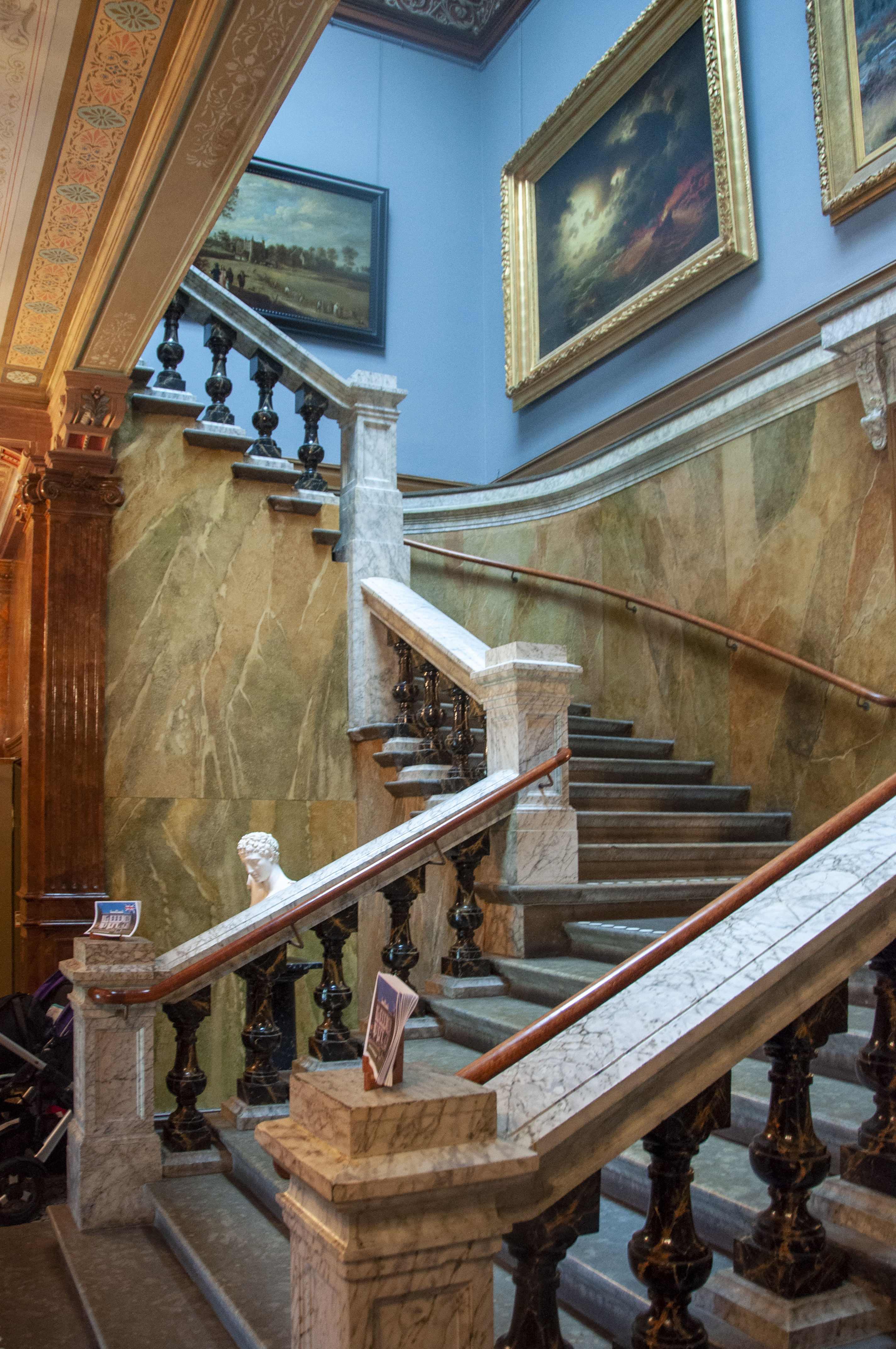
Trappan
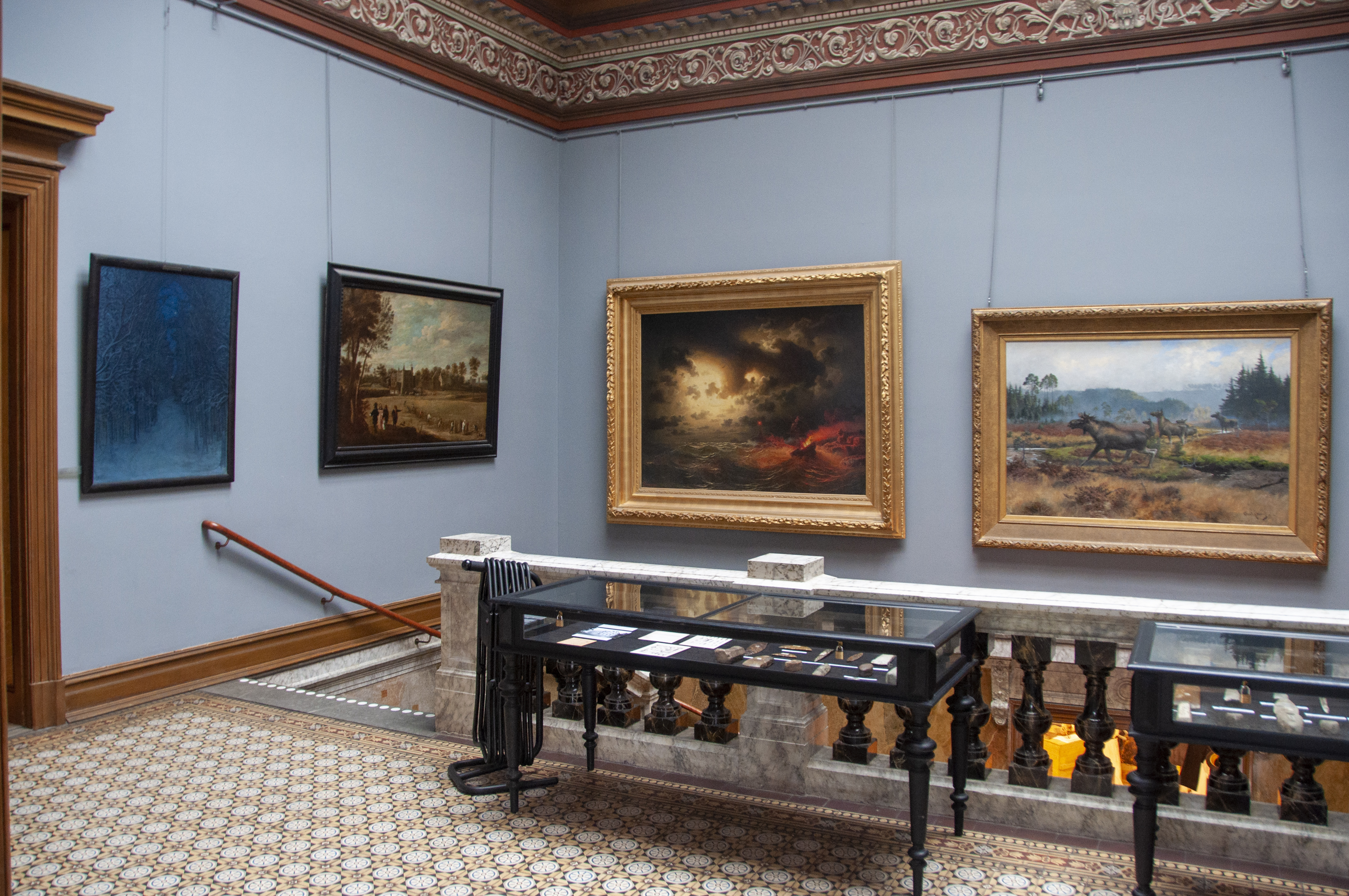
Trapphallen
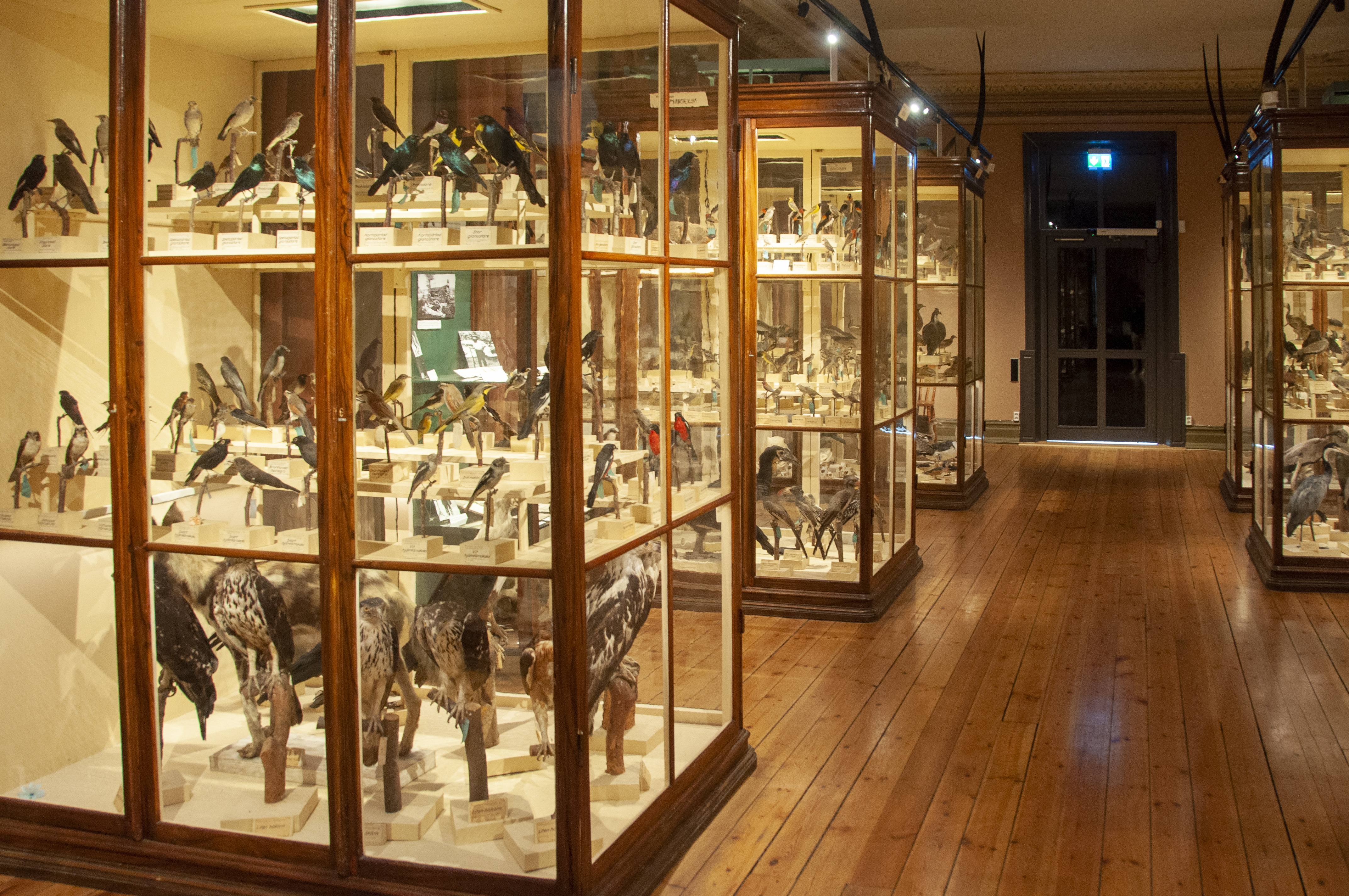
Afrikanska fågelsalen
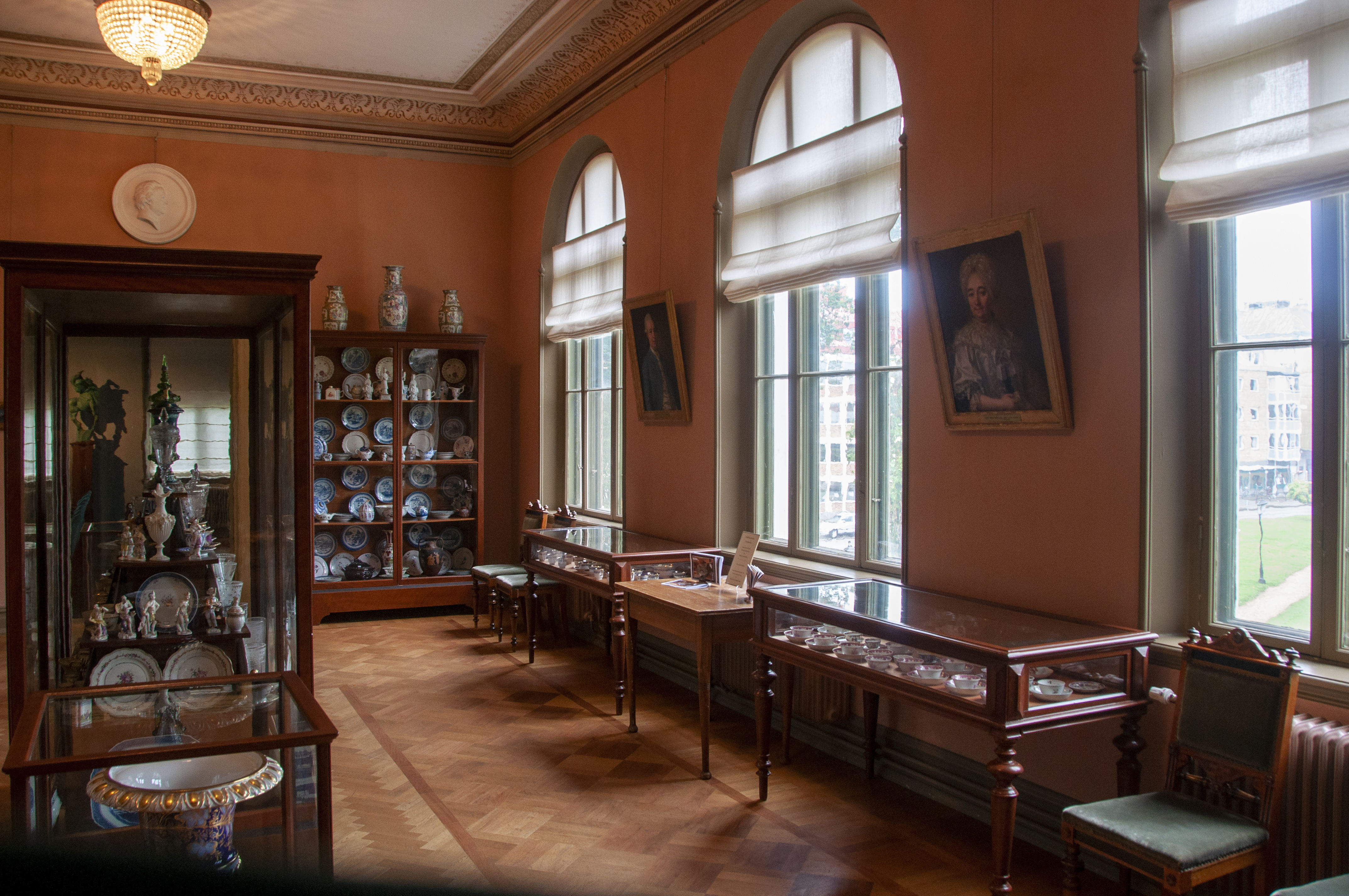
Porslinssalen
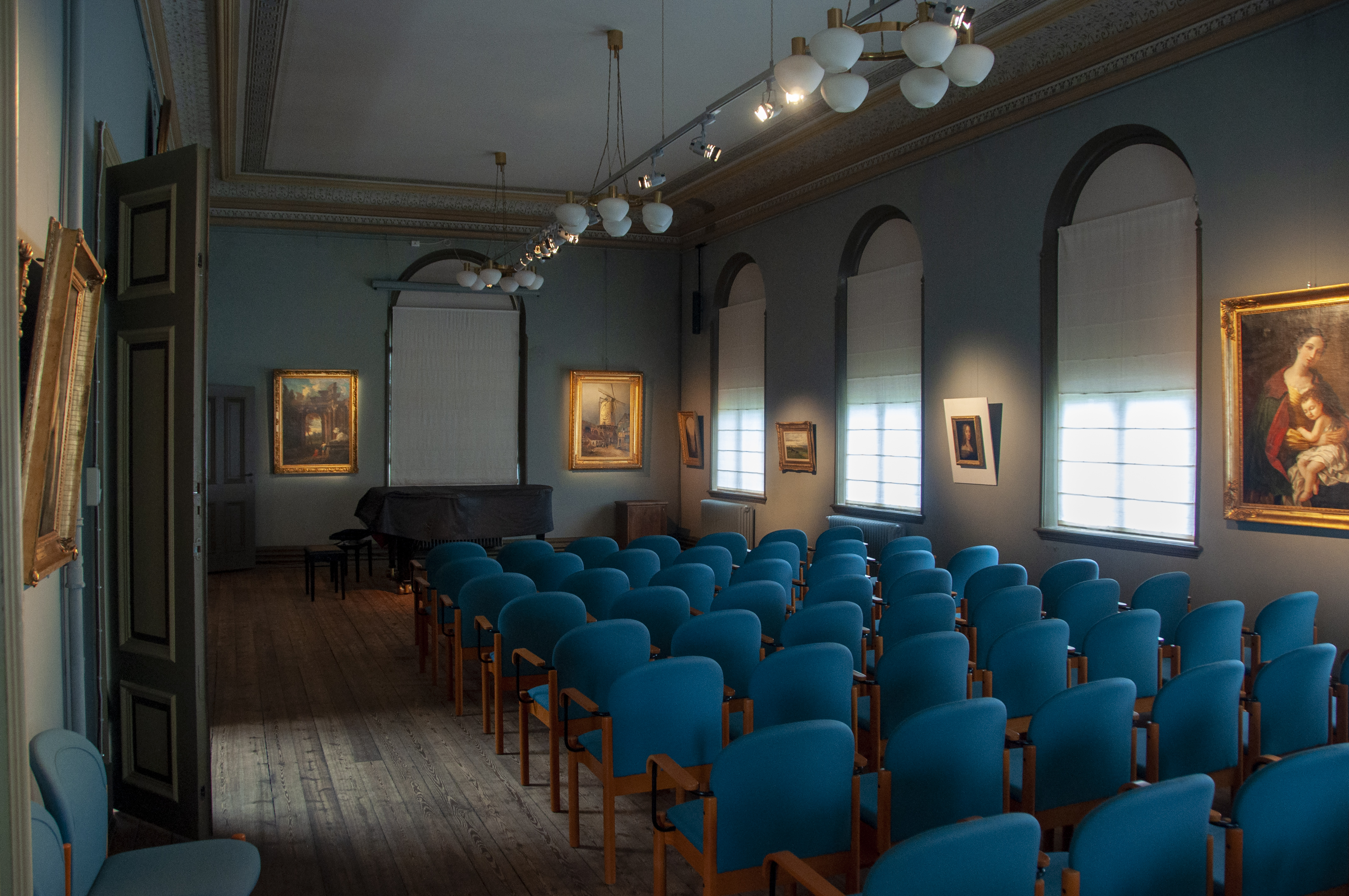
Hörsalen